# Galtara
Galtara é um género de traça pertencente à família Arctiidae.